# راديو مصر
راديو مصر هي إذاعة حكومية جديدة يتم بثها عبر موجات FM على تردد 88.7FM.
هي إذاعة إخبارية وتقوم بإذاعة الأغاني الحديثة ويتم إذاعة بعض البرامج الترفيهية بها، وتبث على مدار 24 ساعة، تم إنشاء المحطة في 25 أبريل 2009 بمناسبة ذكرى تحرير سيناء.

## التردد
- في القاهرة الكبرى وضواحيها 88.7fm
- في الإسكندرية 88.7fm
- في المحلة الكبرى على 89.8FM
- في مدينة بورسعيد على 88.7FM
- في مدينة مرسى مطروح على 95.8fm
- في مدينة الإسماعيلية على 90.4fm
- في مدينة العريش على 90.9fm
- وتبث في مدن ومحافظات الصعيد بأكملها ومدن البحر الأحمر حتى حلايب وشلاتين ومدن الوادي الجديد بأكملها
- وعلى النايل سات 11842H

## وصلات خارجية
- الموقع الرسمى للمحطة